# ميلين جورجييف
ميلين جورجييف هو لاعب كرة قدم بلغاري، ولد في 7 مايو 1974 في بورغاس في بلغاريا.

## وصلات خارجية
- ميلين جورجييف على موقع قاعدة بيانات كرة القدم.إي يو (الإنجليزية)
- ميلين جورجييف على موقع ناشيونال فوتبول تيمز (الإنجليزية)
- ميلين جورجييف على موقع عالم كرة القدم.نت (الإنجليزية)